# Ґебгард-Леберехт фон Блюхер
Ґе́бгард-Ле́берехт фон Блю́хер (нім. Gebhard Leberecht von Blücher; 16 грудня 1742 — 12 вересня 1819) — прусський офіцер, генерал-фельдмаршал. Учасник семирічної, французьких революційних і наполеонівських воєн. Командувач прусською армією в бойових діях проти Наполеона. Найбільше визнання заслужив завдяки перемогам у битві при Лейпцигу (1813) та битві при Ватерлоо (1815). Граф, князь Вальштадтський.

## Біографія
Блюхер народився 16 грудня 1742 року в містечку Тойтенвінкель під Ростоком. Після кількох років навчання в школі у 1756 році проти волі батьків завербувався до шведської армії. Під час Семирічної війни (1756—1763) як гусар спочатку боровся проти Пруссії, був узятий у полон, де в 1760 році перейшов на прусську службу (вербування військовополонених було звичайним способом поповнення прусської армії, котра гостро потребувала солдатів). 1761 року отримав поранення в бою під Фрайберґом і здобув звання прем'єр-лейтенанта.
Після самовільної розправи Блюхера над священником, якого не без підстав запідозрили у вимордуванні прусської застави, був позбавлений можливості отримати військову нагороду. Блюхер поскаржився прямо королю, однак Фрідріх Великий у грудні 1772 року відповів: «Ротмістер Блюхер може забиратися до чорта». Блюхеру довелося кинути службу.
Спроби відновитися на службі вдалися лише по смерті Фрідріха Великого рішенням його наступника Фрідріха-Вільгельма ІІ. Так 1787 року, у рік смерті своєї дружини, отримав звання майора в тому ж полку червоних гусарів.
Блюхер брав участь в експедиції до Нідерландів, в 1789 році отримав вищий військовий орден Пруссії «За заслуги». 1801 року за численні подвиги був підвищений до генерал-лейтенанта.
У 1803 році Блюхер, вже бувши губернатором у Мюнстері, належав до тих старшин, які добивалися від короля стати проти Франції, чиї війська зібралися біля Південної Німеччини.
Під час кампанії 1806 року, після битви при Ауерштадті, Блюхер встиг відійти в Любек, але тут, опинившись в безвиході, змушений був здатися, виконавши спочатку все, щоб урятувати честь зброї.
Тільки-но з'явилася надія на повалення наполеонівського правління, як Блюхер, який мав уже 70 років , але ще повний сил і енергії, став на чолі національного руху в Німеччині і в 1813 році отримав начальство над з'єднаними російсько-прусськими військами в Сілезії, які покрили себе славою, особливо в битвах при Кацбаху і під Вартенбурґом.
Особливо майстерні та енергійні були дії Блюхера, які передували Лейпцизькій битві. Напередодні неї, 16 жовтня 1813 року, Блюхер отримав чин генерал-фельдмаршала. Під час кампанії 1814 року щастя не раз зраджувало Блюхера, але не змушувало його падати духом. Під Брієнном 17 (29) січня він зазнав невдачі, але потім, отримавши підкріплення, 20 січня (1 лютого) здобув перемогу при Ла-Ротьєра.
На початку лютого Блюхер рушив через Шалон до Парижу, але Наполеон, скориставшись роз'єднаним і розтягнутим положенням його військ, розбив їх по частинах і змусив Сілезьку армію, яка зазнала величезних втрат, відступити до Шалона. Потім її дії вже супроводжувалися успіхом і завершилися 19 березня захопленням Монмартрських висот коло Парижа.
У 1815 році, після повернення Наполеона з острова Ельба, Блюхер прийняв начальство над пруссько-саксонськими військами в Нідерландах. Розбитий під Ліньї і Сен-Армані, він, переслідуваний маршалом Груші, вчасно не міг дістатися до битви під Ватерлоо. За заслуги Блюхера в битві при Ватерлоо Фрідріх Вільгельм III подарував йому свій палац поблизу Бранденбурзьких воріт на Паризькій площі в Берліні, де Блюхер проживав аж до своєї смерті.
Блюхер помер 12 вересня 1819 року.
У військах Блюхер був дуже популярним; російські солдати Сілезької армії прозвали його «фельдмаршал Форвертс» внаслідок постійно повторюваного їм в бою слова Vorwärts («вперед!»). Блюхер вважався зразком хороброго солдата. Наполеон називав його «старий чорт» (фр. le vieux diable).